# 오프라의 북클럽
오프라의 북클럽 (Oprah's Book Club)은 미국 토크쇼인 오프라 윈프리 쇼의 한 부분인 책 토론 클럽이다. 이 프로는 1996년 시작되었고 매달 주로 소설을 선정해 시청자에게 권하여 읽도록 권장한다. 15년 동안 70권의 책을 추천하였다. 이 프로에서 추천된 책은 대부분 베스트셀러로 팔리게 되었지만 몇 권의 책은 독자의 불만으로 논쟁거리가 되었다.  

## 선정 도서 목록
- 1996년 9월 : The Deep End of the Ocean / Jacquelyn Mitchard ( 사랑이 지나간 자리 (1999년 영화)의 원작 소설)
- 1996년 10월: Song of Solomon / 토니 모리슨
- 1996년 11월: The Book of Ruth / Jane Hamilton
- 1996년 12월: She's Come Undone / Wally Lamb
- 1997년 2월 : Stones from the River / Ursula Hegi
- 1997년 4월: The Rapture of Canaan / Sheri Reynolds
- 2003년 6월: 에덴의 동쪽 / 존 스타인벡
- 2004년 5월: 안나 카레니나 / 레프 톨스토이
- 2004년 9월: 대지 (소설)   / 펄 S. 벅
- 2007년 3월: 로드 (소설) / 코맥 매카시
- 2010년 12월: 위대한 유산 (소설) , 두 도시 이야기 / 찰스 디킨스